# Getin Noble Bank
Getin Noble Bank SA ist eine polnische Universalbank mit Sitz in Warschau.
Das Unternehmen unterteilt seine Aktivitäten in drei Segmente: Bankgeschäfte, Erbringung von Bankdienstleistungen und Tätigkeiten im Bereich der Annahme von Bareinlagen, der Führung von Einlagen und anderen Bankkonten, der Gewährung von Darlehen, der Ausgabe und Bestätigung von Bankgarantien, der Ausgabe von Bankpapieren, der Prüfung und des Wechsels und Operationen im Zusammenhang mit Optionsscheinen, unter anderem der Ausgabe von Zahlungskarten; Finanzintermediär, der Dienstleistungen im Zusammenhang mit Finanzvermittlung, Darlehen, Einlagen, Ersparnissen und Investitionsvermittlung erbringt; Vermögens- und Fondsmanagement, Platzierung von Bargeld, das durch das öffentliche Angebot von Investmentfonds gesammelt wurde, Beratung, Verwaltung von Wertpapierportfolios, Schaffung und Verwaltung von Investmentfonds sowie Bereitstellung von Vermietungsdiensten und Immobilienverwaltung. Es ist die Muttergesellschaft der Getin Noble Bank SA Capital Group und verfügt über Tochterunternehmen, darunter Noble Funds TFI SA, Noble Concierge Sp zoo, Getin Leasing und andere.
Die Aktie des Unternehmens wird an der Warschauer Wertpapierbörse gehandelt. Sie ist die 10. größte Bank in Polen in Bezug auf den Wert der Vermögenswerte und die 13. größte Bank in Bezug auf die Anzahl der Filialen.

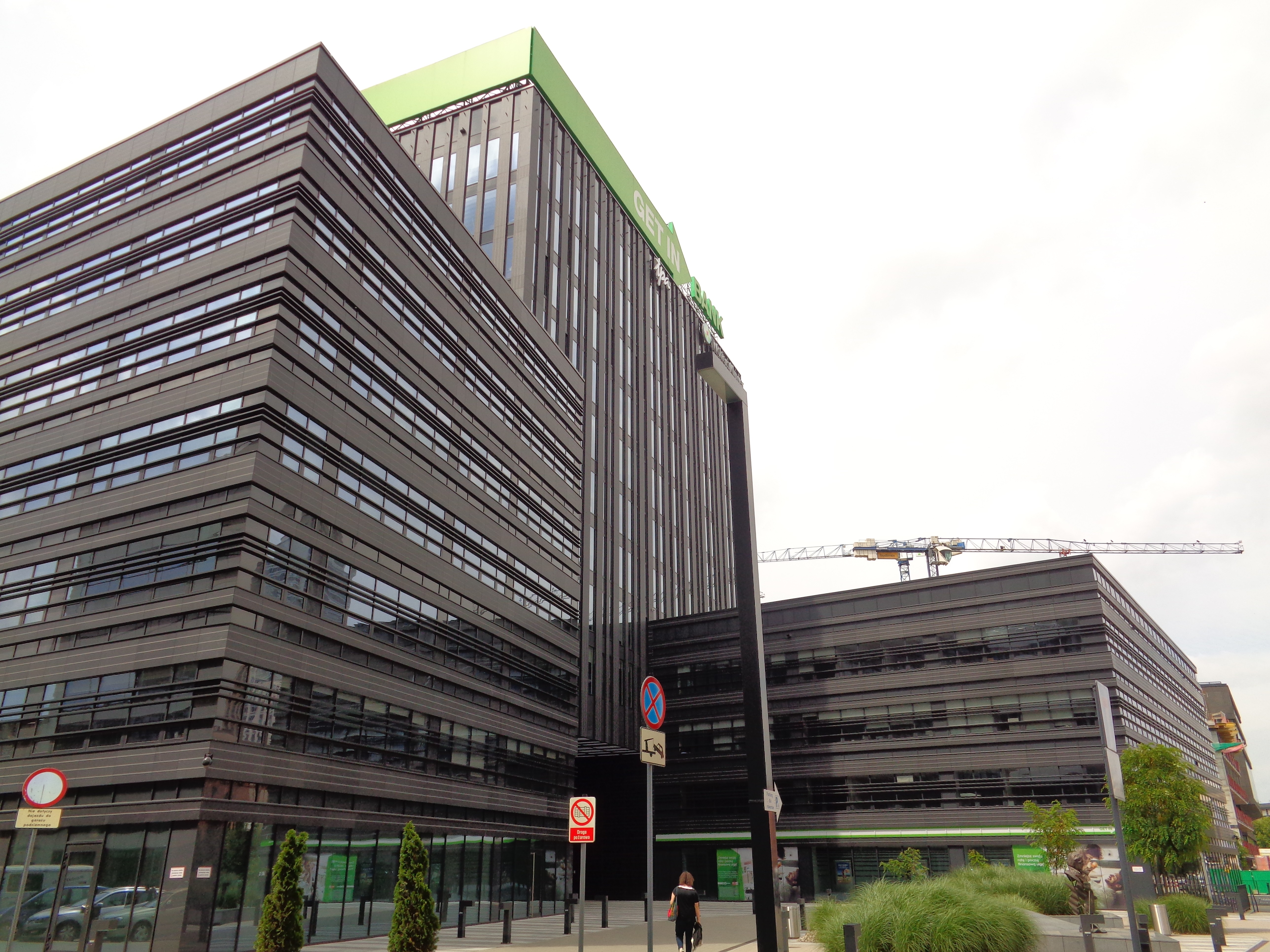
Zentrale der Getin Bank in Warschau

## Geschichte
Die Geschichte der Getin Noble Bank reicht bis ins Jahr 2004 zurück. Infolge der Umwandlung der
Górnośląski Bank Gospodarczy, die der Getin Holding gehört, wurde die Getin Bank gegründet. Im Dezember desselben Jahres übernahm die Getin Bank die Bank Przemysłowy in Łódź.
Ein Jahr später wurde der Kauf der Wschodni Bank Cukrownictwa durch die Getin Holding abgeschlossen. Im März 2006 wurden die Filialen der Wschodni Bank Cukrownictwa in das Vertriebsnetz der Getin Bank aufgenommen, während die Banklizenz und das Kapital des Unternehmens als Grundlage für die Gründung der Noble Bank dienten.
Im Jahr 2009 wurden zwei Banken der von Leszek Czarnecki kontrollierten Kapitalgruppe Getin Holding zusammengelegt, Getin Bank und Noble Bank. Dabei sollten die beiden sehr bekannten Marken und Strukturen getrennt gehalten werden. Die Getin Bank vertritt den Geschäftsbereich Privatkundengeschäft, während Produkte und Dienstleistungen unter der Marke Noble Bank für die wohlhabenden Kunden bestimmt sind.
Die Getin Noble Bank wurde im Januar 2010 durch Fusion von Getin Bank und Noble Bank gegründet. Am 1. Juni 2012 wurde die Fusion rechtlich wirksam.